# The Land of Long Shadows
The Land of Long Shadows è un film muto del 1917 sceneggiato e diretto da W. S. Van Dyke.  Prodotto dalla Essanay di Chicago, fu l'esordio nella regia di Van Dyke che aveva iniziato la sua carriera cinematografica nel 1915 come assistente di Griffith in La nascita di una nazione.

## Produzione
Il film fu prodotto dalla Essanay Film Manufacturing Company.

## Distribuzione
Distribuito dalla K-E-S-E Service, il film uscì nelle sale cinematografiche USA il 18 giugno 1917. Nel 1919, ne fu curata una riedizione distribuita dalla Victor Kremer Film Features.